# David Schumacher
David Schumacher (Bergheim, 23 oktober 2001) is een Duits autocoureur. Hij is de zoon van voormalig Formule 1-coureur Ralf Schumacher en een neef van zevenvoudig Formule 1-kampioen Michael Schumacher en zijn zoon Mick Schumacher.

## Carrière
Schumacher begon zijn autosportcarrière in het karting. Hij was hier lange tijd actief en behaalde zijn grootste succes in 2017, toen hij achter Dennis Hauger tweede werd in het Duitse kartkampioenschap. Aan het begin van 2018 stapte hij over naar het formuleracing, waarin hij zijn Formule 4-debuut maakte in het Verenigde Arabische Emiraten Formule 4-kampioenschap. Vanaf het tweede raceweekend nam hij deel aan deze klasse voor het team Rasgaira Motorsports, dat samenwerkte met US Racing, het team van zijn vader. Hij won een race op het Dubai Autodrome en twee op het Yas Marina Circuit en eindigde zo achter Charles Weerts als tweede in het klassement met 325 punten.
In het seizoen 2018 nam Schumacher deel aan het ADAC Formule 4-kampioenschap voor US Racing, dat in samenwerking met Charouz Racing System deelnam aan de klasse. Met een aantal vierde plaatsen op de Hockenheimring en de Nürburgring als beste resultaten werd hij negende in de eindstand met 103 punten. Aan het eind van het jaar maakte hij tevens zijn Formule 3-debuut in de Euroformula Open, waarin hij voor RP Motorsport als gastcoureur uitkwam tijdens de laatste twee raceweekenden op het Circuito Permanente de Jerez en het Circuit de Barcelona-Catalunya. Twee vierde plaatsen in Barcelona waren zijn beste klasseringen.
In 2019 begon Schumacher het seizoen in het winterkampioenschap van de Aziatische Formule 3, waarin hij de eerste twee raceweekenden reed voor het team Pinnacle Motorsport. Hij behaalde een podiumplaats op het Chang International Circuit en werd met 43 punten achtste in de eindstand als hoogst geklasseerde coureur die niet alle races reed. Vervolgens stapte hij over naar het nieuwe Formula Regional European Championship, waarin hij zijn samenwerking met US Racing voortzette. Op het Autodromo Vallelunga won hij zijn eerste race en in Barcelona voegde hij hier twee zeges aan toe. Met een vierde overwinning op het Circuit Mugello eindigde hij achter Frederik Vesti, Enzo Fittipaldi en Igor Fraga als vierde in het klassement met 285 punten. Aan het eind van het seizoen debuteerde hij in het FIA Formule 3-kampioenschap bij Campos Racing tijdens het laatste raceweekend op het Sochi Autodrom als vervanger van de geblesseerde Alex Peroni.
In 2020 debuteerde Schumacher fulltime in de FIA Formule 3 bij het team Charouz Racing System. In de eerste zes raceweekenden scoorde hij echter geen punten en was een twaalfde plaats op de Red Bull Ring zijn beste klassering. Hierna stapte hij over naar het team van Carlin, waarvoor hij ook niet tot scoren wist te komen. Uiteindelijk eindigde hij op plaats 28 in het klassement.
In 2021 bleef Schumacher actief in de FIA Formule 3, maar stapte hij over naar het team van Trident. Hij kende een slechte seizoensstart, voordat hij zijn eerste punten van het jaar behaalde met een overwinning op de Red Bull Ring. Vervolgens stond hij ook op het Circuit Spa-Francorchamps op het podium. Met 55 punten werd hij elfde in de eindstand.
In 2022 debuteerde Schumacher in de DTM voor Mercedes-Benz. Met een elfde plaats op Spa eindigde hij puntloos op plaats 28 in het kampioenschap. Tevens reed hij dat jaar in het raceweekend op het Autodromo Enzo e Dino Ferrari in de FIA Formule 3 bij Charouz, waar hij de vertrokken Ayrton Simmons verving. Ook in het weekend op het Circuit Zandvoort reed hij voor dit team.